# Nita elsaff
Nita elsaff là một loài nhện trong họ Pholcidae. Loài này được phát hiện ở Ai Cập và Uzbekistan. Chúng là loài duy nhất của chi nhện Nita.